# Circuito Guadix
El Circuito Guadix (desde julio de 2012, Circuito Mike G Guadix) es un autódromo situado en Granada, España, cerca de Sierra Nevada. Fue rediseñado por Clive Greenhalgh y reconstruido en 2007, reabriendo a principios de ese año.
Greenhalgh y su equipo han transformado gradualmente el circuito con mejoras.
El circuito lleva actualmente el nombre del hijo de Clive, Mike Greenhalgh (piloto Internacional de FIA GT3) que ayudó a su padre a rediseñar y reconstruir la pista. Fue renombrado en julio de 2012 en memoria de Michael. Peter Collins, exjefe de equipo de F1 Benetton y Lotus, les recomendó invertir en seguridad adicional para poder utilizar el circuito en los dos sentidos.
La primera vez que la prensa pudo probar el Porsche 911 GT3 fue en este circuito.